# Campeones de la vida (telenovela mexicana)
Campeones de la vida fue una telenovela mexicana hecha por TV Azteca en 2006, es una adaptación de la serie argentina del mismo nombre.

## Elenco
- Ana Serradilla - Isabel
- Luis Ernesto Franco - Valentín
- Gabriel Porras - Guido Guevara
- Martha Mariana Castro - Alma
- Fernando Alonso - Mario Garmendia
- Carla Carrillo - Carla Duarte
- Tizoc Arroyo - George
- Humberto Búa - Federico
- Antonio Gaona - Yoni
- Octavio Castro - Venancio
- Mayra Rojas - Luisa Duarte
- Héctor Bonilla - Ciro Duarte
- Gabriela Roel - Minerva "Mimí"
- Gabriela Canudas - Beatriz "Bety" Trujillo
- Anna Ciocchetti - Miriam
- Adrian Rubio - Danilo Duarte
- Úrsula Pruneda - Silvia
- Hector Kotsifakis - Culichi
- Juan Carlos Martín del Campo - José José
- Francisco de la O - Eugenio
- Jesús Ochoa - Jesús 'Chucho' Duarte
- Juan David Penagos - Ernesto
- Laura Luz - Ana María
- Hernán Mendoza - Pedro Chaparro